# Berlaimont
Berlaimont è un comune francese di 3 238 abitanti situato nel dipartimento del Nord nella regione dell'Alta Francia.
Oggi Berlaimont è un capoluogo di cantone, situato sulla Sambre in Francia, al confine con il Belgio. Il nome di questo luogo è divenuto noto perché con esso si identifica anche l'edificio di Bruxelles in cui opera la Commissione europea, costruito sulle rovine di un possedimento della omonima famiglia belga, in seguito divenuto monastero femminile e distrutto alla fine degli anni ‘50 del ventesimo secolo.

## Società

### Evoluzione demografica
Abitanti censiti